# Brandenburgisches Orgelmuseum
Het Brandenburgisches Orgelmuseum is een museum in Bad Belzig in de Duitse deelstaat Brandenburg. Het museum gaat in op de geschiedenis van orgels en instrumentenbouw, toont een collectie en houdt concerten.
Het museum wordt sinds 2013 beheerd door Musica Viva, een vereniging die kerkmuziek bevordert. Het is gevestigd in de stadskerk St. Marien die aan het begin van de 13e eeuw werd gebouwd. In deze kerk werd in 1530 geschiedenis geschreven toen Maarten Luther er een preek hield.
In het museum staan orgels die in de afgelopen eeuwen zijn gebouwd, waaronder het grote kerkorgel van Johann Adolarius Papenius. Het orgel werd in 1747 door hem gebouwd. In de collectie bevinden zich bij elkaar zeven pijporgels waarvan er vijf bespeelbaar zijn, maar ook andere orgels zoals een kamerorgel en een harmonium. Daarnaast staat er allerlei gerestaureerde objecten opgesteld, waaronder een portatief.
In de expositie wordt dieper ingegaan op de regionale geschiedenis van de instrumentenbouw en de ontwikkeling van het orgel van de 18e tot en  met de 20e eeuw.
Daarnaast worden er concerten gegeven en met evenementen meegewerkt, zoals de Duitse Orgeldag die jaarlijks wordt gehouden tijdens de open monumentendag (Tag des offenen Denkmals). Elke zaterdag wordt 's middags een blaassessie gehouden door torenblazers (Turmbläser).

## Impressie

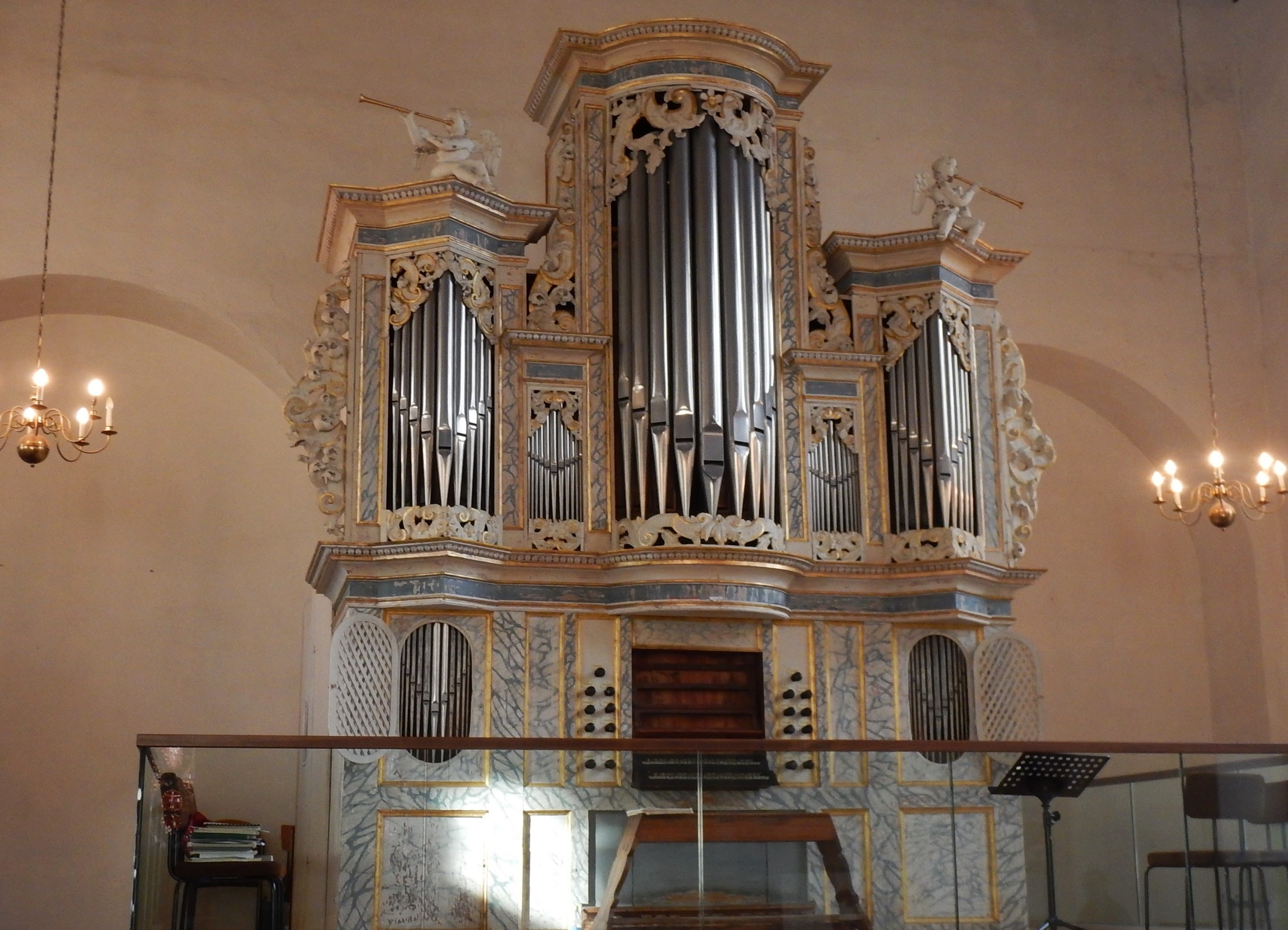
Orgel van Johann Adolarius Papenius
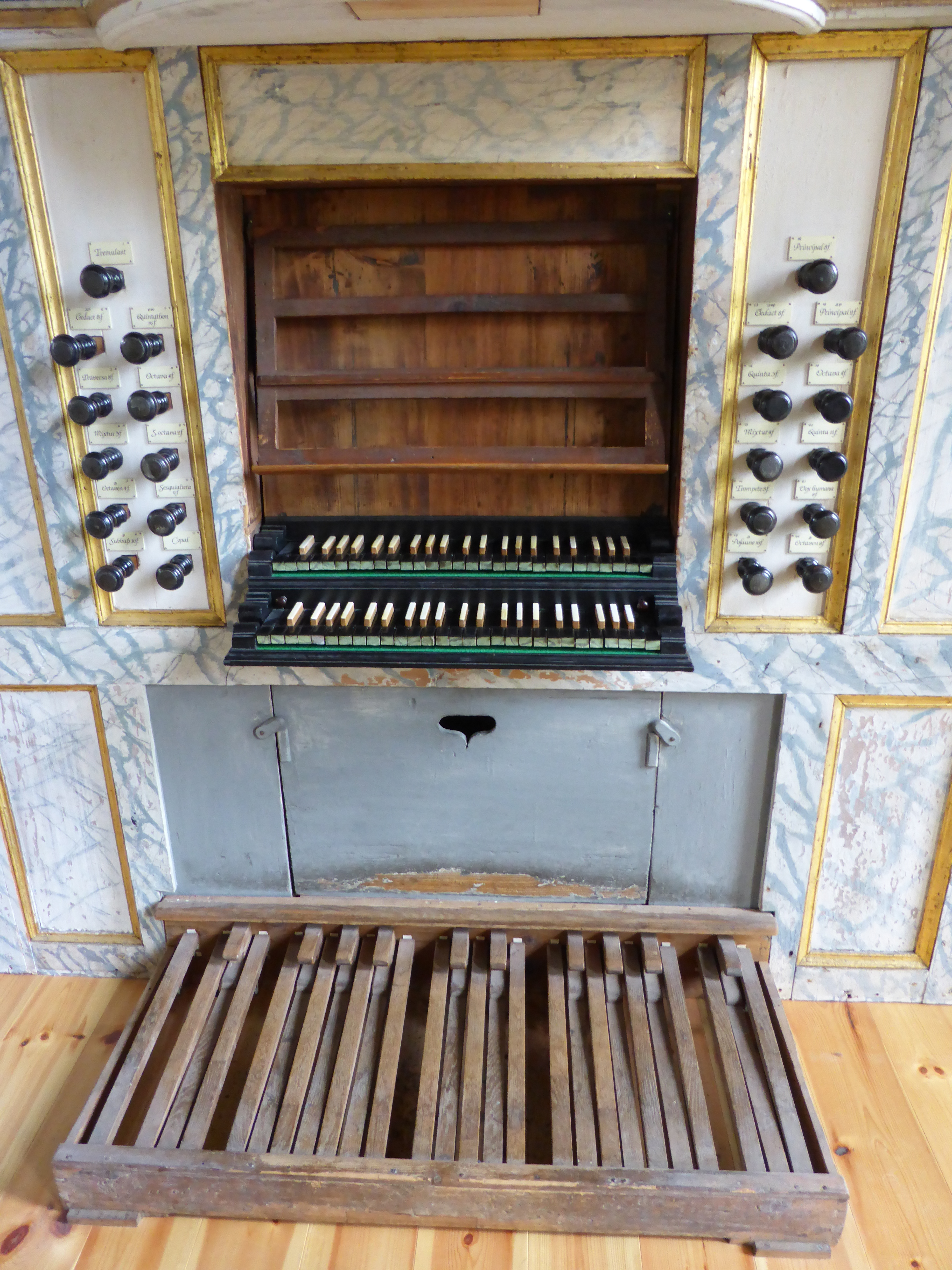
Orgel van Johann Adolarius Papenius
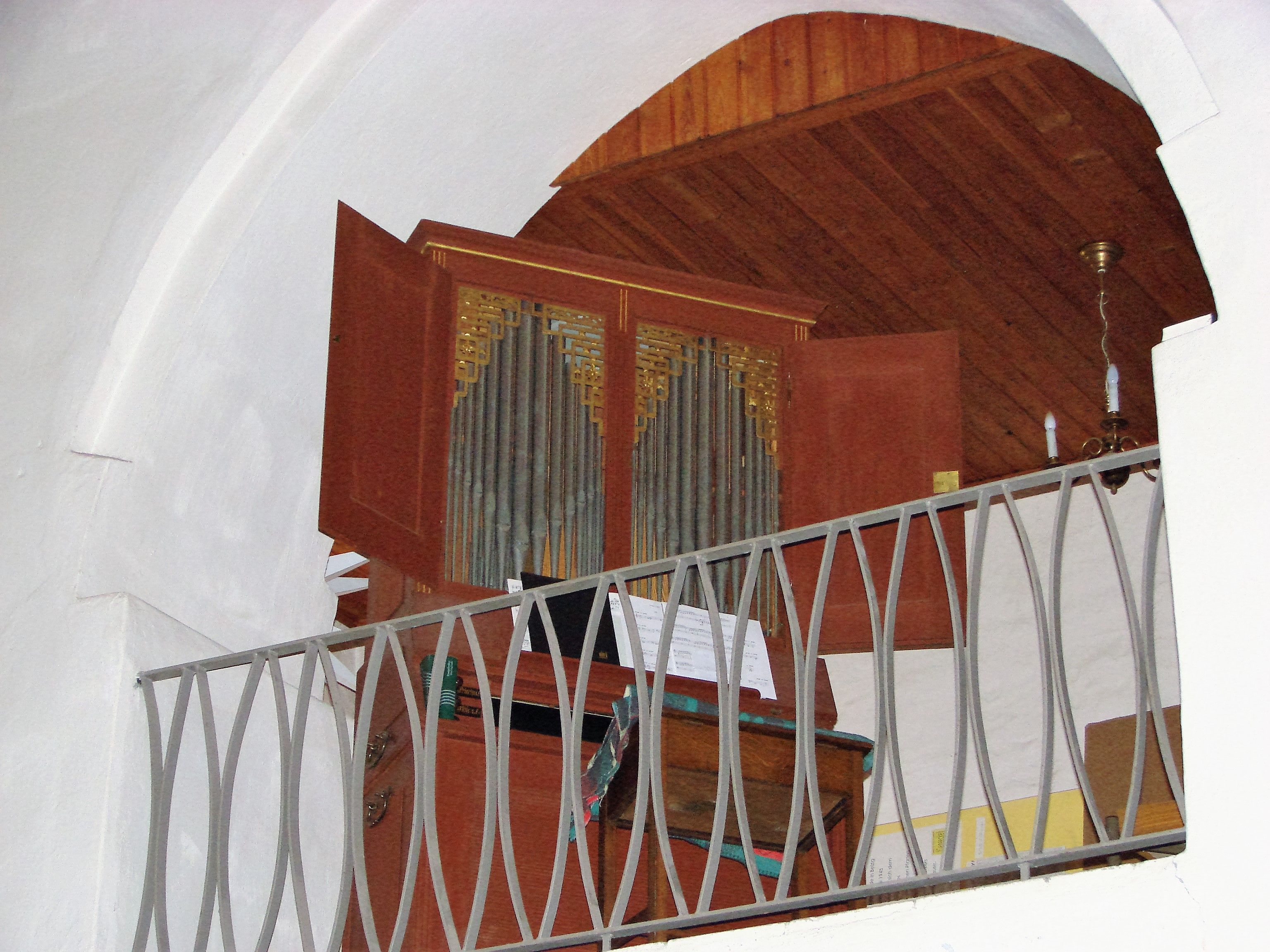
Kabinetorgel
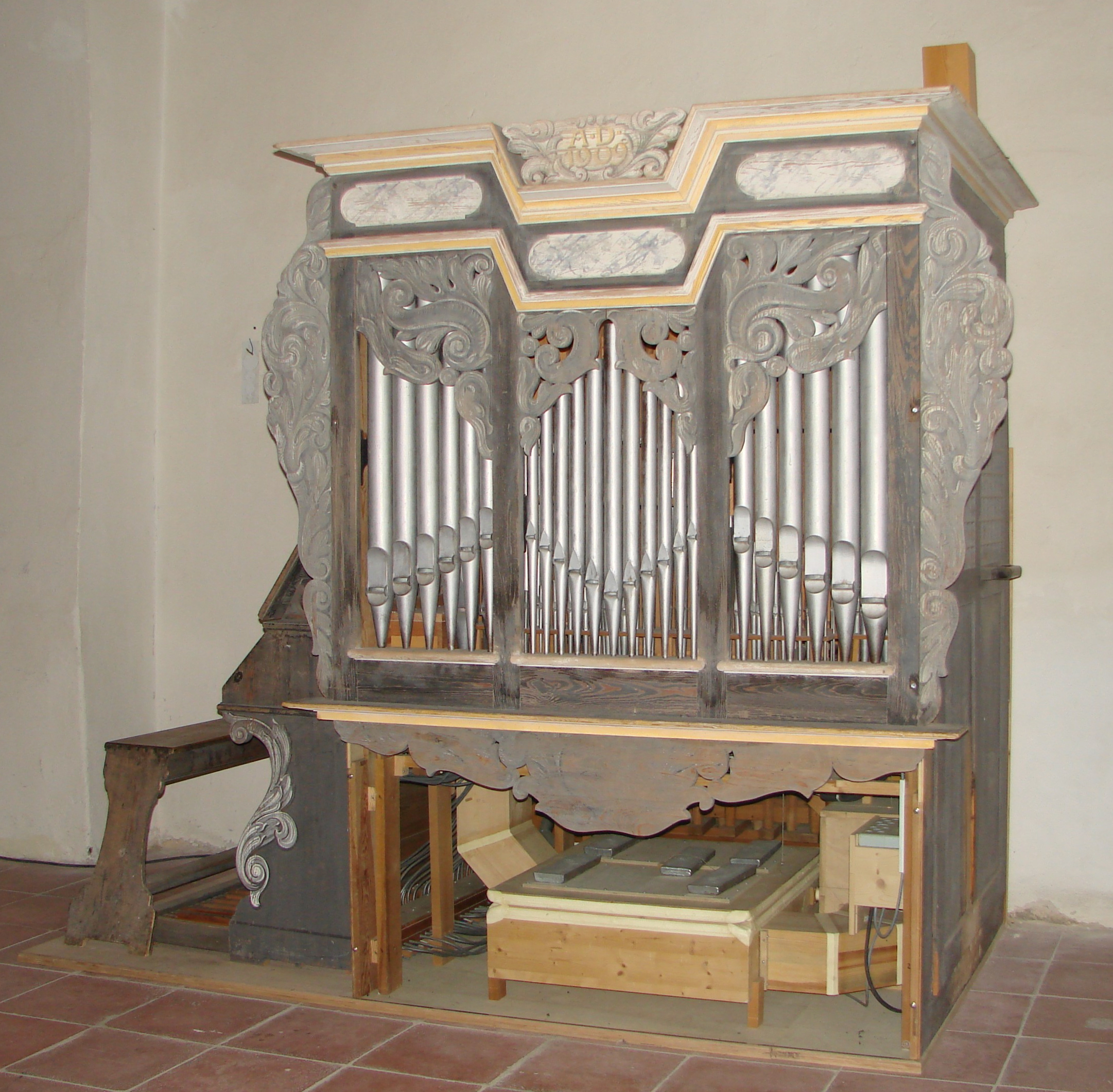
Kerkorgel uit Toppel
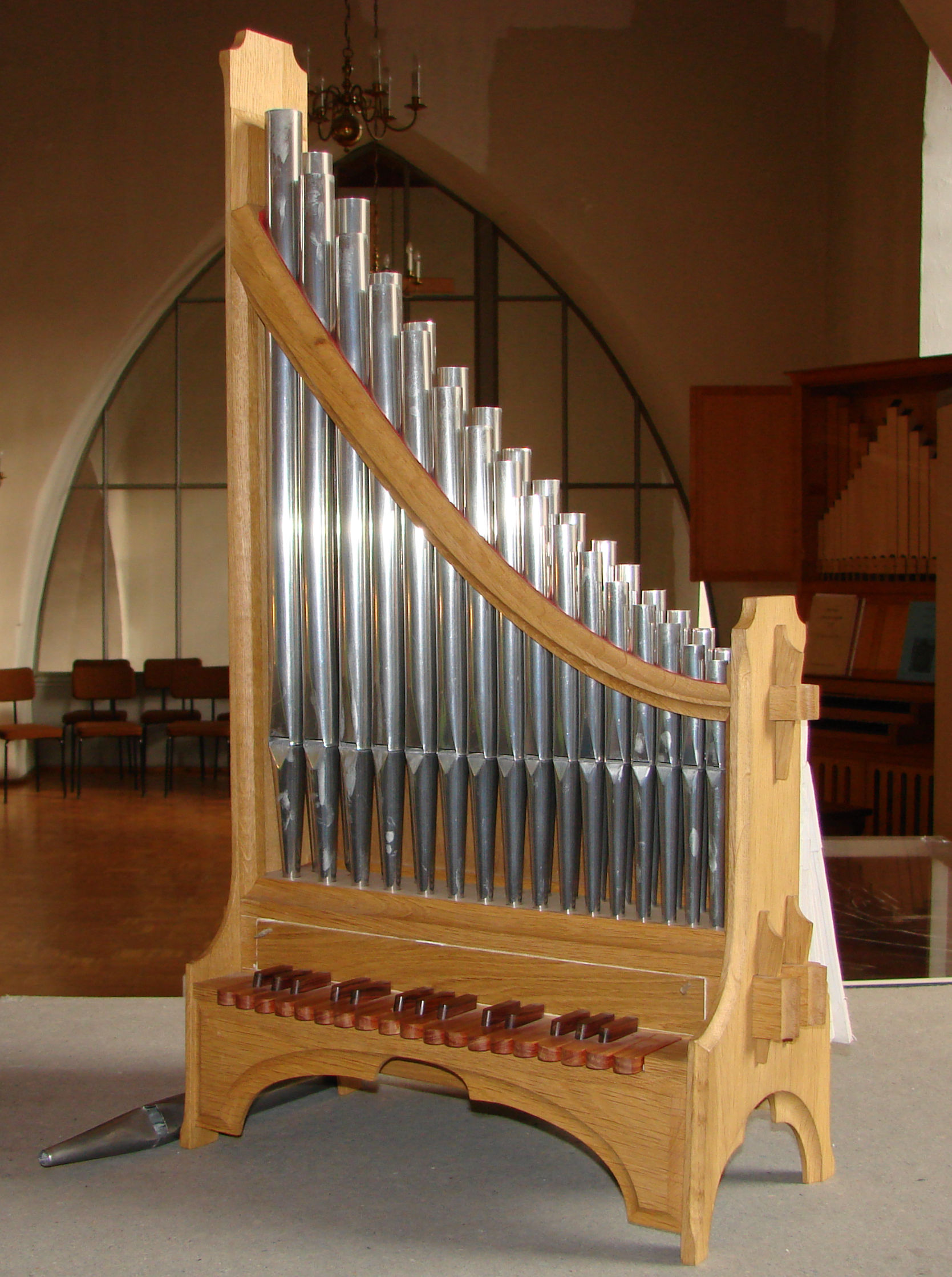
Portatief
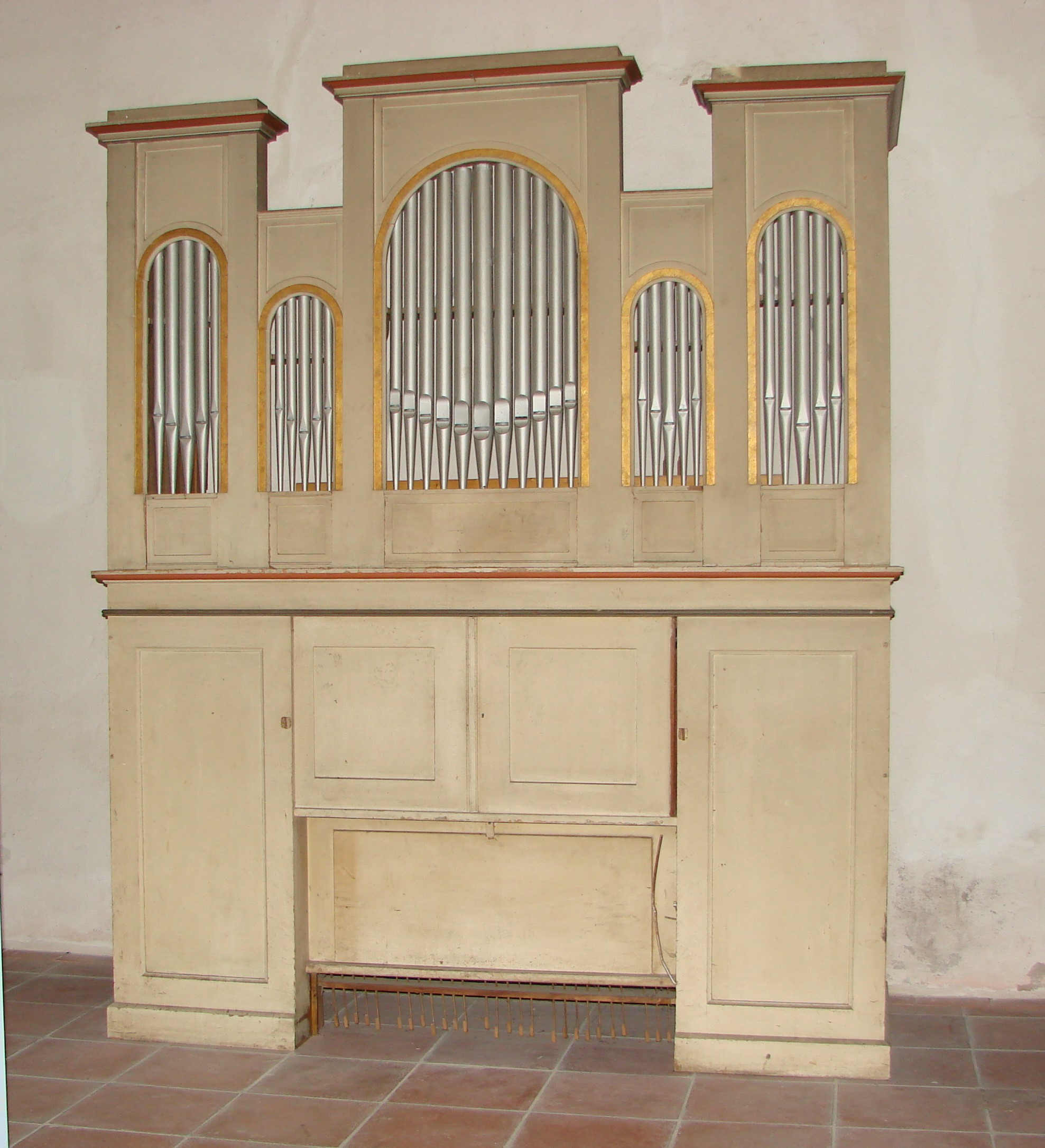
Orgel uit Ilbersdorf
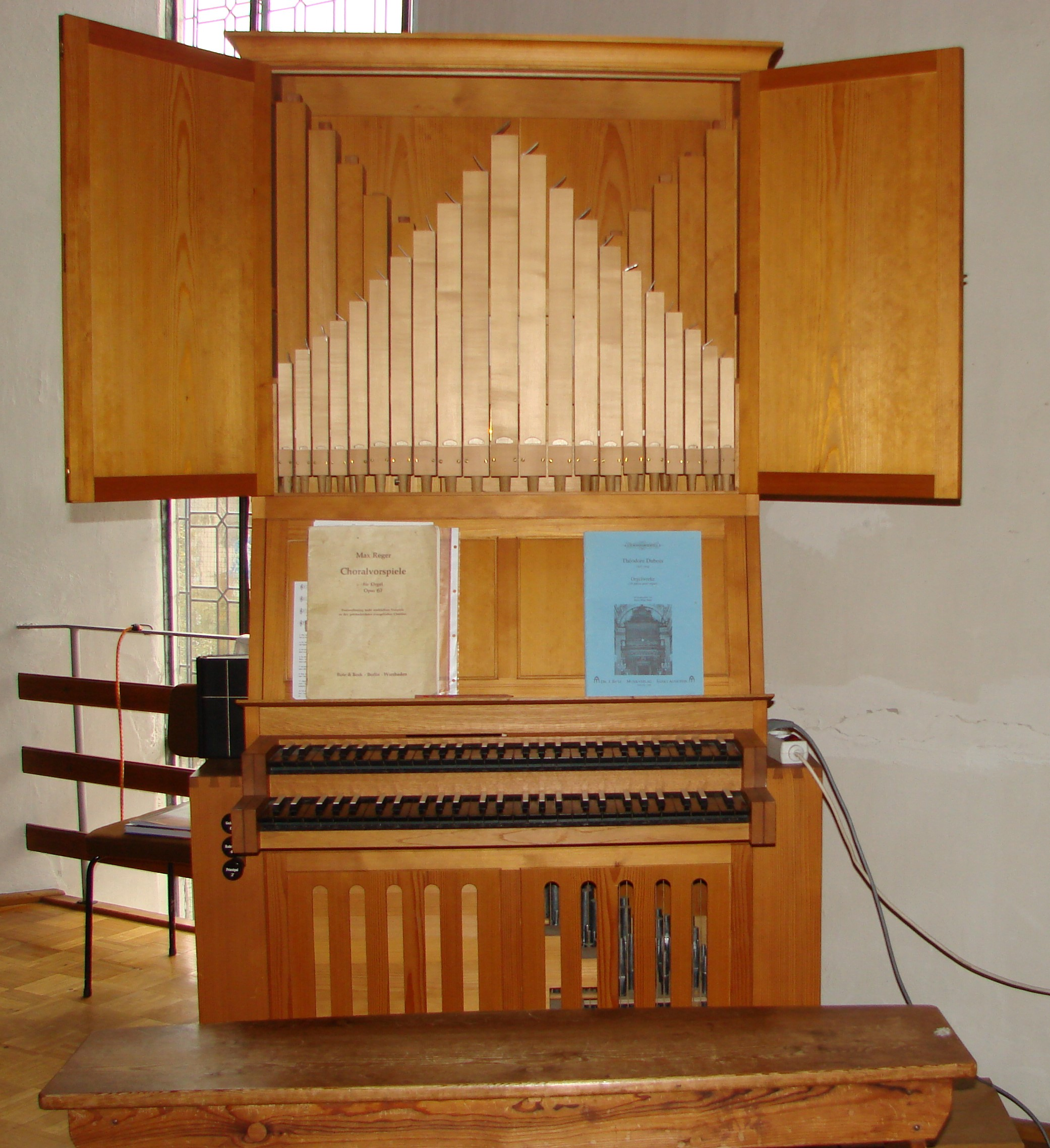
Kamerorgel